# Regionalwahl in der Lombardei 2018
Die Regionalwahl in der Lombardei 2018 fand am 4. März statt; der Regionalrat und der Präsident der Region Lombardei wurden gleichzeitig gewählt.

## Wahlergebnis
| Kandidaten                           | Kandidaten             | Stimmen   | %    | Listen                    | Stimmen   | %    | Mandate |
| ------------------------------------ | ---------------------- | --------- | ---- | ------------------------- | --------- | ---- | ------- |
|                                      | Attilio Fontanagewählt | 2.793.369 | 49,8 | Lega Salvini Lombardia    | 1.553.787 | 29,6 | 28      |
| Forza Italia                         | Attilio Fontanagewählt | 2.793.369 | 49,8 | 750.739                   | 14,3      | 14   |         |
| Fratelli d’Italia                    | Attilio Fontanagewählt | 2.793.369 | 49,8 | 190.838                   | 3,6       | 3    |         |
| Fontana Presidente                   | Attilio Fontanagewählt | 2.793.369 | 49,8 | 76.641                    | 1,5       | 1    |         |
| Noi con l’Italia - UDC               | Attilio Fontanagewählt | 2.793.369 | 49,8 | 66.381                    | 1,3       | 1    |         |
| Energie per la Lombardia             | Attilio Fontanagewählt | 2.793.369 | 49,8 | 27.968                    | 0,5       | 1    |         |
| Partito Pensionati                   | Attilio Fontanagewählt | 2.793.369 | 49,8 | 20.260                    | 0,4       | –    |         |
| ↳ Gesamt                             | Attilio Fontanagewählt | 2.793.369 | 49,8 | 2.686.614                 | 51,3      | 48   |         |
|                                      | Giorgio Gori           | 1.633.373 | 29,1 | Partito Democratico       | 1.008.560 | 19,2 | 15      |
| Gori Presidente                      | Giorgio Gori           | 1.633.373 | 29,1 | 158.682                   | 3,0       | 2    |         |
| +Europa                              | Giorgio Gori           | 1.633.373 | 29,1 | 108.745                   | 2,1       | –    |         |
| Obiettivo Lombardia per le Autonomie | Giorgio Gori           | 1.633.373 | 29,1 | 62.841                    | 1,2       | –    |         |
| Italia Europa Insieme                | Giorgio Gori           | 1.633.373 | 29,1 | 35.074                    | 0,7       | –    |         |
| Civica Popolare                      | Giorgio Gori           | 1.633.373 | 29,1 | 20.668                    | 0,4       | –    |         |
| Lombardia Progressista               | Giorgio Gori           | 1.633.373 | 29,1 | 20.045                    | 0,4       | –    |         |
| Nicht gewählte Direktkandidat        | Giorgio Gori           | 1.633.373 | 29,1 | –                         | –         | 1    |         |
| ↳ Gesamt                             | Giorgio Gori           | 1.633.373 | 29,1 | 1.414.615                 | 27,0      | 18   |         |
|                                      | Dario Violi            | 974.983   | 17,4 | Movimento 5 Stelle        | 933.382   | 17,8 | 13      |
|                                      | Onorio Rosati          | 108.403   | 1,9  | Liberi e Uguali           | 111.300   | 2,1  | –       |
|                                      | Angela De Rosa         | 50.368    | 0,9  | CasaPound Italia          | 45.416    | 0,9  | –       |
|                                      | Massimo Roberto Gatti  | 38.194    | 0,7  | Sinistra per la Lombardia | 35.714    | 0,7  | –       |
|                                      | Giulio Arrighini       | 15.791    | 0,3  | Grande Nord               | 13.793    | 0,3  | –       |
| Gesamt                               | Gesamt                 | 5.614.481 | 100  |                           | 5.240.834 | 100  | 79      |